# Vetulicola
Vetulicola — центральний рід викопних тварин вимерлого типу ветуліколії (Vetulicolia), що існував у кембрії (516—513 млн років тому). Викопні рештки представників роду знайдені в Китаї.
Vetulicola сягали 7-10 см завдовжки. Тіло було поділено на дві частини приблизно однакової довжини. Передня частина була прямокутною і укладена у карапаксоподібну структуру, що складається з чотирьох жорстких кутикулярних пластин, з великим ротом на передньому кінці. Спина була стрункою, вистелена кутикулою. Уздовж боків тварини були парні отвори, які з'єднували глотку з зовнішньою стороною тіла. Ці структури трактуються як примітивні зяброві отвори. Задня частина тіла тоненька, паличкоподібна і розділена на кілька сегментів.